# Municipio de Chapultepec
El municipio de Chapultepec (del náhuatl Chapoltepēc o Chapultepec que significa en «el cerro del chapulín») es uno de los 125 municipios del Estado de México, se trata de una comunidad mayormente urbana que tiene una superficie de 12.628 km². Según el censo del 2020 tiene una población total de 12,772 habitantes.

## Toponimia

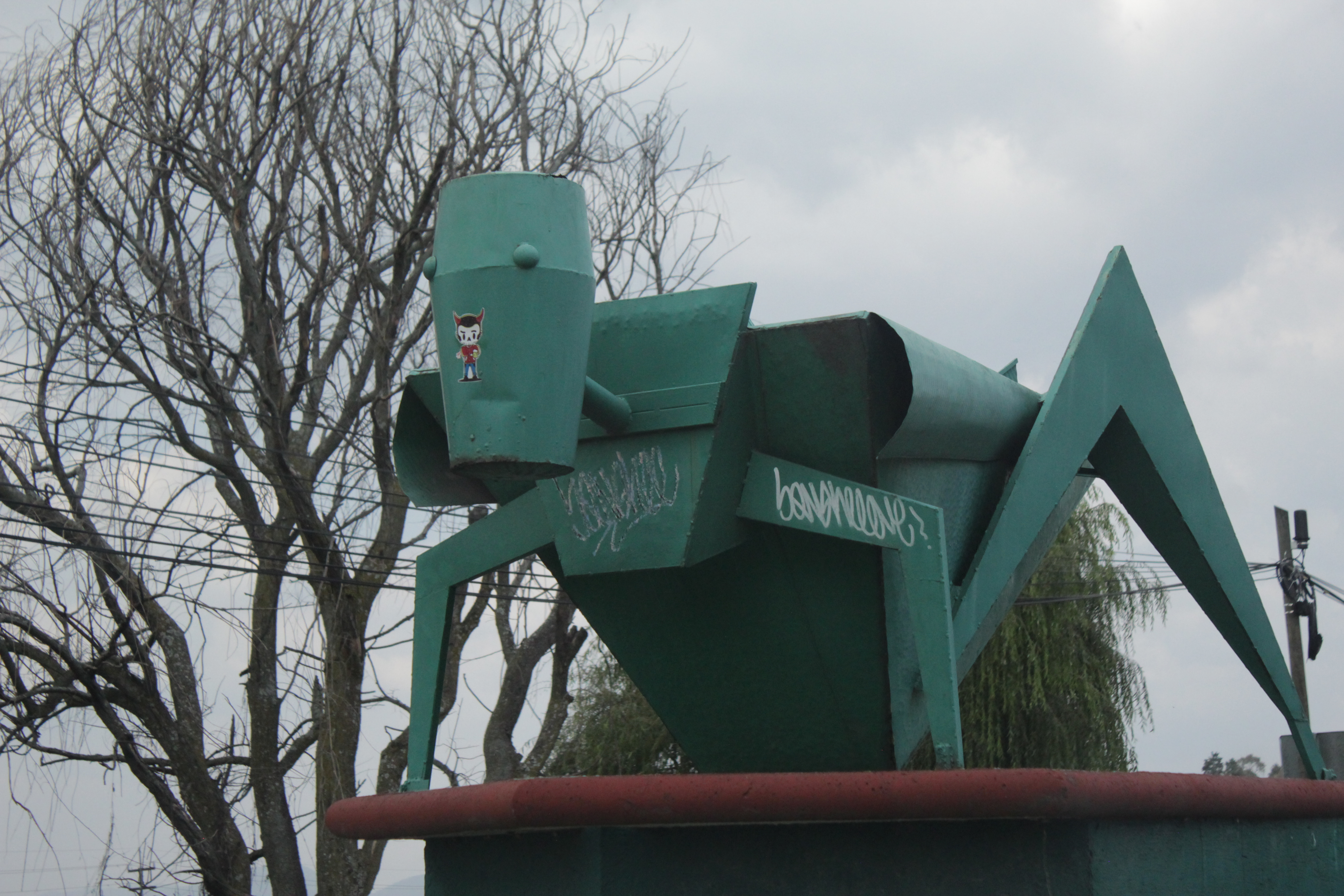
Escultura de chapulín, animal representativo del municipio

El nombre procede de los vocablos náhuatl chapolli (en pronunciación de Tenochtitlan; en pronunciación de Texcoco: chapullin), chapulín, saltamontes; tepētl, cerro; y -c, posposición locativa; significando: "cerro donde hay chapulines".

## Escudo
Se forma por el relieve y contorno del Escudo del Estado de México, con los colores que le prevalecen, así como la distribución del lema que contiene. En la parte superior y al centro se encuentra un círculo dentro del cual está el Escudo Nacional, conforme a la Ley sobre el Escudo, la Bandera y el Himno Nacional, representando así al Estado Mexiquense y a la Patria, respectivamente. Debajo de éste, la fecha de erección del municipio decretada por el Congreso del Estado de México, siendo el 7 de octubre de 1869. En el margen derecho la expresión “LEALTAD”, en la parte inferior “HONESTIDAD” y en el lado izquierdo “TRABAJO”, leyéndose el lema en el sentido de las manecillas del reloj. Al centro del cuartel se tiene como fondo el color café en dos tonalidades, que forman los surcos de la agricultura produciendo plantas de maíz, que simboliza la actividad preponderante del municipio, sobre ellos aparece el jeroglífico original de Chapultepec, constituido por la figura de un “tepetl” (cerro) tomada del códice de los tributos en color verde, en la parte inferior de éste los colores rojo óxido y amarillo, en la parte superior el chapulín del Códice Boturini, como el insecto que lo habita.

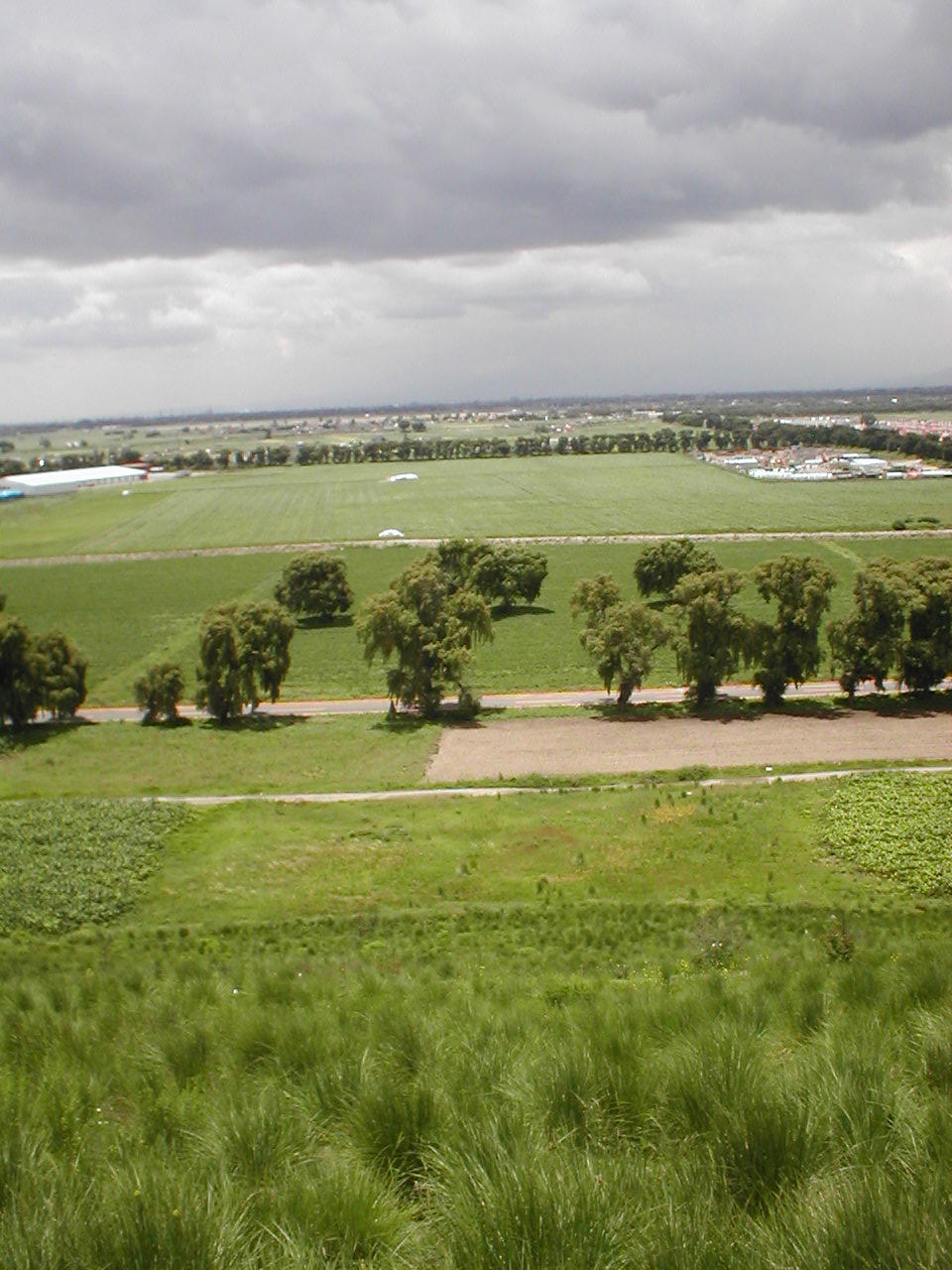
Vista desde el Cerro del Chapulín (Ca.2007)

## Geografía
Geografía física
El municipio tiene una superficie de 12,628 km² y sus límites son:
al norte con Mexicaltzingo y Metepec, al sur con Calimaya y Tianguistenco; al este con Tianguistenco y Calimaya; y al oeste con Calimaya y Mexicaltzingo.
Geografía Urbana
La población total del municipio es de 9676 habitantes.
la principal actividad económica en la agricultura.
Clima El clima es templado sub húmedo con lluvias en verano. Las temperaturas más altas se presenta en la primavera a finales de abril y principios de mayo. Julio y agosto son los meses más lluviosos, con una media anual de 1100 mm³. Por último las temperaturas más bajas se presentan en invierno, donde oscila entre los 17 °C y -4 °C acompañado de heladas.
Orografía Al ser Chapultepec un municipio casi plano en su totalidad la elevación máxima se encuentra en el cerro de El Chapulín, dónde alcanza una Altitud de 2672 m s. n. m. y la mínima en el río Lerma, al extremo oriente del municipio.

## Demografía
En el año 2000 el municipio contaba con una población total de 5,735 habitantes, en el año 2010 la población aumentó a 9,676 habitantes y para 2020 creció hasta 12,772 habitantes. Para 2020, el 51.12% de la población municipal era menor de 30 años de edad, seguido del grupo de población adulta de 30 a 59 años con el 40.09% y sólo el 8.68% de la población del municipio se encontraba en el rango de los adultos mayores de 60 años y más.
| Evolución demográfica del municipio de Chapultepec |       |        |
| 2000                                               | 2010  | 2020   |
| 5,735                                              | 9,676 | 12,772 |

### Localidades del Municipio

Principales localidades del municipio de Chapultepec.

| Localidad                                  | Población (2010) |
| ------------------------------------------ | ---------------- |
| Chapultepec                                | 7,120            |
| Unidad Habitacional Santa Teresa           | 3,543            |
| Ejido de Chapultepec (Paraje las Viejitas) | 775              |
| Colonia la Presa (Ejido de Chapultepec)    | 682              |
| Colonia San Isidro                         | 188              |
| Colonia la Granja                          | 178              |
| Colonia el Ameyal                          | 161              |
| El Calvario                                | 44               |
| Rancho Aztlán                              | 35               |
| Rancho los Ciruelos (Rancho el Iris)       | 29               |
| Rancho Vista Hermosa (Rancho el Huevito)   | 17               |
| Total municipio                            | 12 772           |

## Monumentos
- Las Cruces del Calvario

Es un sitio utilizado para la representación de la pasión, muerte y resurrección de Cristo durante la Semana Santa. El viacrucis parte desde la parroquia para culminar con la crucifixión en la capilla y el calvario localizados en el cerro. Los participantes de la representación transitan sobre un tapete de aserrín de colores con escenas bíblicas que marca el camino al Gólgota simbólico; elaborado por mujeres y hombres de la localidad.
- Estela conmemorativa de la Ruta de la Independencia de México

El 28 de octubre de 1810, el ejército insurgente llegó a la Ciudad de Toluca y el 29 del mismo mes partió hacia Ocoyoacac e hizo escala en Chapultepec para desayunar. El día 30 de octubre libraron la batalla del Monte de las Cruces.
Chapultepec cuenta con una de las 260 estelas con forma de cabeza de águila fueron parte de un proyecto llevado a cabo en 1960, cuando México se preparaba para el festejo número 150 de su Independencia. Las cabezas de águila tienen 80 cm de altura, 40 de ancho y 1.40 de largo aproximadamente. En cada una de ellas se puede leer la palabra “Libertad” a un costado de la cabeza.

## Iglesias
Parroquia de San Miguel Arcángel 
Con la conquista de México y evangelización  en el siglo XVI, a petición de los pobladores, se construyó la parroquia en honor al Santo Patrono "San Miguel Arcángel", bajo la orden de los franciscanos. La edificación es sencilla y austera de estilo barroco, con material de tezontle extraído del cerro. Fue uno de los primeros recintos católicos con el uso de una capilla abierta cuya finalidad fue eliminar el concepto de inframundo dentro de los templos y así, adoctrinar y encaminar a los indígenas prehispánicos (naturales) a esta religión.

## Construcción histórica / edificios
- Plaza Cívica "Niños Héroes de Chapultepec"

Ubicada en la punta del Cerro del Chapulín en donde se encuentra la Bandera Monumental y el Mirador, el cual cuenta con una vista donde se aprecia todo el municipio y parte del Valle de Toluca.
- Plaza Cívica "Miguel Hidalgo y Costilla"

En la cual se llevan a cabo eventos cívicos y representativos del municipio, un espacio para todo público. 

## Parque ecológico
Cerro del Chapulín
Sobre la cima del cerro se encuentra la Plaza "Niños Héroes de Chapultepec", un mirador con vista panorámica de 360° para admirar el Valle de Toluca y, una bandera monumental de 24 metros del altura y una dimensión de 7 x 12 metros.  
El cerro se formó como burbuja de lava por la erupción del volcán Xinantécatl. Tiene una elevación de 2 672 metros sobre el nivel del mar. En lo que corresponde a la fauna, las aves migratorias eligen este lugar debido a la vegetación, en su mayoría pinos.

## Casas de Cultura
- Casa de Cultura "Lic. Julián Díaz Arías"

## Bibliotecas
- Biblioteca Profa. Elodia Reyes Mucientes
- Biblioteca Prof. Guillermo Meza Reyes

## Política y Gobierno
El gobierno del municipio le corresponde al Ayuntamiento, que está conformado por el presidente municipal, un síndico y un cabildo integrado por 7 regidores, el Ayuntamiento permanece en su cargo por un periodo de tres años, reelegibles para dos periodos consecutivos. El periodo gubernamental inicia el día 1 de enero del año de la elección. 
Por primera vez en el año 2019, la presencia queda a cargo de una mujer. La responsable en gobernar es la Mtra. en D. Laura Amalia González Martínez. Actualmente continua con el cargo por reelección. 